# Koibla Djimasta
Koibla Dijmasta (ur. 1950, zm. 30 stycznia 2007) – czadyjski polityk, były minister zdrowia i obrony, w latach 1995–1997 premier Czadu.

## Życiorys
Należał do grupy etnicznej Sara, pochodził z leżącego w południowo-zachodniej części kraju regionu Szari-Bagirmi. Był związany z administracją prezydentów Hissène Habré i Idrissa Déby'ego. 21 października 1982 objął funkcję ministra zdrowia i spraw społecznych. Pełnił także funkcję gubernatora regionu Szari Środkowe. Po legalizacji partii opozycyjnych w 1992 przystąpił do partii Sojusz na rzecz Demokracji i Republiki, zostając jednym z jej liderów. 22 maja 1992 powołany na stanowisko ministra spraw wewnętrznych (pełnił je do 1993). Od listopada 1992 przewodniczył komisji organizującej Suwerenną Konferencję Narodową na poleceni prezydenta Déby'ego. 8 kwietnia 1995 mianowany przejściowym szefem rządu. 11 sierpnia 1996 stanął na czele kolejnego gabinetu technicznego. 17 maja 1997 złożył rezygnację z zajmowanej funkcji. W tym samym roku objął nowo utworzone stanowisko Narodowego Mediatora, które sprawował aż do śmierci.